# 木原誠太郎
木原 誠太郎（きはら せいたろう、1979年1月16日 - ）は、性格診断プロフェッサー、リサーチプランナー、作家、文化人タレント、京都芸術大学客員教授、NewsPicksプロピッカー。ディグラム診断の第一人者。ディグラム・ラボ株式会社代表取締役。京都府京都市左京区下鴨出身。法政大学経営学部経営学科卒業。芸能事務所ジャストプロに所属。

## 概要
電通や株式会社ミクシィでマーケティングを担当。2013年にディグラム・ラボ株式会社を設立。心理学と統計学で人間の本音を分析し、延べ37万人、数万項目を超えるアンケート調査から得られたデータと20問の心理テストで性格をカウンセリングするプログラム「ディグラム」を開発。同時に作家活動、大学教授、テレビタレントの他、マルチな事業展開をしている。

## 経歴
父は厳格な教育者で大手企業の宣伝部長を務めていた（航空機の機体広告を作ったパイオニア。後に玩具メーカーミュージアム副館長歴任）。父の影響でマーケティングとブランディング（消費者行動論）に興味を持ち、法政大学経営学部経営学科に進学。大学2年のときに起業家集団「Newhands」を主宰。アート映像と広告の融合を目指したビジネス活動を展開。ビジネスコンテスト入賞多数。
2001年（平成13年）4月、株式会社 電通リサーチ入社。リサーチプランナーとして、主に自動車会社、日用品会社、銀行などのプロジェクトに携わる。
2005年（平成17年）26才のとき慢性硬膜下血腫となり、翌年ステージ2の直腸がんと宣告を受ける。その後、奇跡的に体調が回復。6月に電通リサーチを退職。8月、コミュニケーションブティック 株式会社Newhands設立、代表取締役に就任。マーケティングプロデューサーとして数々のプロジェクトを経験（2008年代表取締役退任）。
2009年（平成21年）1月、株式会社ミクシィに入社。セールスリーダー/リサーチプロデューサーとして従事。主に広告アカウントマネジメントと広告効果測定指標の策定と運用を担当。2010年、株式会社ミクシィを退職。
2010年（平成22年）7月、株式会社電通に入社。マーケティングプランナーとして、大規模キャンペーンのプランニングやブランドコンサルティングに従事。2011年（平成23年）10月株式会社電通を退職。
以後、フリーのリサーチャー/マーケティングプロデューサーとして活動（調査会社、人材会社など数社の経営を兼務）。
2013年（平成25年）初の著書『47都道府県ランキング発表! ケンミンまるごと大調査』を出版。全国約3万人にアンケートを実施して日本人のリアルな姿に迫る。性格判断のスペシャリストの視点から各県男女別を分析、1～47位でランキング化した。
2019年（平成31年）京都造形芸術大学客員教授に就任。
2022年（令和4年）からTBSテレビ「あなたはどれに当てはまる?スター★性格診断SHOW」にてレギュラー出演。
2023年（令和5年）5月、芸能事務所『ジャストプロ』に所属。

## 人物
- 二児のパパ（2023年現在、中学3年の娘と5才の息子）[10]。
- 趣味はモトクロス、サッカー、寿司作り、漫画、歴史、アウトドア・キャンプ[10]。
- モトクロスは小学校時代に父と一緒に富士山麓のロードで走ったのがキッカケ[10]。
- サッカーは小中高とサイドバックのポジションの選手として活躍。好きな選手はオランダのマルコ・ファン・バステン、ブラジルのロベルト・カルロス、元日本代表の都並敏史[10]。
- グルメ漫画、歴史漫画好き。「将太の寿司」「おいしい関係」「ミスター味っ子」「信長のシェフ」「センゴク」「三国志」を愛読書。休日は「将太の寿司」の影響で主人公になりきって家族に寿司を握ったりする[10]。
- 影響を受けた本は武田家の甲陽軍鑑と、電通の4代目社長の吉田秀雄「鬼十則」[10]。
- キャンピングカーを所有。平日休日を問わず、焚き火やキャンプをする。たき火を囲んで家族と会話をする瞬間を大切にしている[10]。
- 道を歩いていると「占ってください」と声をかけられるが、「正確には診断してくださいですよ」と訂正する。『ディグラム性格診断』は心理学と統計学に基づいて数値化したものなので占い師ではないと言及する[5]。
- 好きな言葉は亡くなった父の口癖「人生6勝4敗が丁度いい」[10]。

## ディグラム診断
ディグラム診断はデータに基づく科学的診断。心療内科医や臨床心理士などの間で非常に有名な心理テスト「エゴグラム」をベースとし、延べ37万人のアンケート調査や、対面による心理テスト診断（実証実験）から改良を重ねて、木原独自に開発したもの。
エゴグラムをベースとした20の質問による心理テストを数十万人のリサーチモニターに対して定期的にリサーチを実施している。20問の心理テストに回答し、そのデータベースを参照することにより同じ性格の人の基本性格、対人関係、恋愛、仕事などの傾向がフィードバックされる仕組みになっている。　https://digram-shindan.com/enquete
心療内科医や臨床心理士などの間では有名な心理テスト「エゴグラム」とマーケティングリサーチの手法を掛け合わせ、人間の本音（インサイト）を統計的根拠に基づき可視化した分析メソッド「Depth Insight Gram」の略称。「人の気持ちを可視化する」ことを基本理念に人間の本音の解明、近未来の行動予測に繋げる。

## 書籍
- 『47都道府県ランキング発表! ケンミンまるごと大調査』（文藝春秋、2013年3月21日）　ISBN 978-4163762104
- 『ディグラム性格診断〜本当の自分と相性をズバリ解明!』（ポプラ社、2013年10月16日）　ISBN 978-4591136195
- 『焼き肉屋で最初にタンを注文する女は合コンでモテる! ―ディグラム分析でわかる恋愛・結婚の法則』（朝日新聞出版、2014年4月8日）　ISBN 978-4023312678
- 『データでズバリわかる！ ディグラム天職診断』（廣済堂出版、2015年3月20日）　ISBN 978-4331519318
- 『75.5%の人が性格を変えて成功できる 心理学×統計学「ディグラム性格診断」が明かす<あなたの真実>』（講談社、2015年10月21日）　ISBN 978-4062729109
- 『1400万人の新ディグラム性格診断』（ポプラ社、2016年12月2日）　ISBN 978-4591152782
- 『性格が見える2択の質問』（主婦の友社、2017年2月10日）　ISBN 978-4074204755
- 『<貯蓄のプロ>と<ディグラム診断のプロ>が教える「夫婦のお金」の増やし方』（横山光昭と共著、扶桑社、2017年2月19日）　ISBN 978-4594076504
- 『47都道府県格差』（幻冬舎、2017年11月30日）　ISBN 978-4344984752
- 『完全版 最強のエレメント占い - 占いを科学する!!!』（イヴルルド遙華と共著、主婦の友社、2017年12月2日）　ISBN 978-4074277964
- 『もしアナタが食べものだったら性格診断』（石黒謙吾と共著、ポプラ社、2019年8月27日）　ISBN 978-4591163405
- 『不動産営業が面白いほどうまくいく本』（高橋貴広ほか共著、ごま書房新社、2023年3月3日）　ISBN 978-4341088316
- 『「人間関係」は性格と相性が9割』（プレジデント社、2024年1月30日）　ISBN 978-4833440585

## 出演

### テレビ
- 『グッと!スポーツ』（NHK総合）
- 『オイコノミア』（NHK Eテレ）
- 『有吉ゼミ』（日本テレビ）
- 『ウチのガヤがすみません!』（日本テレビ）
- 『好きになった人』（⽇本テレビ）
- 『スッキリ』（日本テレビ）
- 『あなたはどれに当てはまる?スター★性格診断SHOW』（TBSテレビ）[9]
- 『ビビット』（TBSテレビ）
- 『ホンマでっか!?TV』（フジテレビ）
- 『トクダネ!』（フジテレビ）
- 『性格ミエル研究所』（フジテレビ）
- 『週刊フジテレビ批評』（フジテレビ）
- 『橋下×羽鳥の番組』（テレビ朝日）
- 『かまいたちの机上の空論城』（関西テレビ）[14]
- 『バラいろダンディ』（TOKYO MX）[15]

### インターネット放送
- 『西野亮廣のハミダシター』（フジテレビオンデマンド）[16]
- 『令和の虎』（YouTubeチャンネル）　※ https://youtube.com/4WgfMwb8YW4

### ラジオ
- 『渋谷のラジオ 87.6MHz』[17]
- 『あみさのおやしゅみらじお』（インターエフエム）[18]

## ディグラム・ラボ株式会社
東京都港区芝公園に本社を構える。を行う。2013年（平成25年）1月16日設立。
統計学と心理学を掛け合わせた性格分析ツール「ディグラム」の研究およびビジネス展開を行う。
ディグラム診断は、心療内科医や臨床心理士などの間で非常に有名な心理テスト「エゴグラム」をベースとし、 数万人規模のアンケート調査や、対面による心理テスト診断（実証実験）から、独自に開発したツールであり、統計学上のデータに基づいて、それぞれの人がもつ性格の傾向を数値化することが可能。
ディグラムに関する書籍、印刷物の企画制作および出版ならびに販売。
ディグラムおよびマーケティングに関する各種コンサルティングの提供。

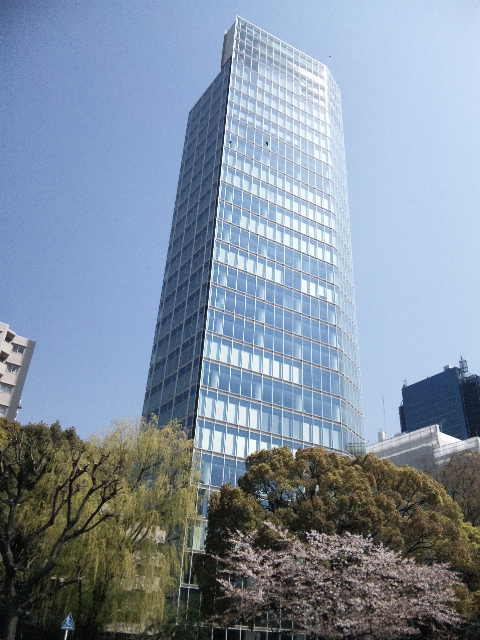
ディグラム・ラボ株式会社が入るビル「芝公園フロントタワー」

### 沿革
- 2013年1月16日、会社設立[19]。
- 2016年1月4日、「婚活総研株式会社」を設立[13]。

### 事業内容
1. ディグラムに関する書籍、印刷物の企画制作及び出版並びに販売
2. ディグラムおよびマーケティングに関する各種コンサルティング
3. ディグラムに関わるライセンス事業
4. イベント/セミナー等の企画・運営
5. マーケティングリサーチ業務